# Testament (All Saints)
Testament è il quinto album in studio del gruppo musicale britannico All Saints, pubblicato il 27 luglio 2018 dall'etichetta AS Recordings.
Inizialmente prevista per il 14 luglio, l'uscita del disco fu spostata al 27 luglio 2018.
Ha esordito al 16º posto della classifica britannica degli album, con 3 486 copie vendute nella prima settimana dopo la pubblicazione.

## Tracce
1. Who Do You Love – 4:13 (Shaznay Lewis, George Moore)
2. Three Four – 4:28 (Shaznay Lewis, Karl Gordon)
3. Love Lasts Forever – 4:06 (Shaznay Lewis, Karl Gordon)
4. Nowhere to Hide (Interlude) – 0:31 (Shaznay Lewis)
5. No Issues – 3:47 (Shaznay Lewis, George Moore)
6. After All – 4:36 (Shaznay Lewis, William Orbit, Peter Hutchings)
7. I Would – 3:47 (Shaznay Lewis, George Moore)
8. Don't Look Over Your Shoulder – 3:56 (Shaznay Lewis, George Moore)
9. Fumes – 4:13 (Shaznay Lewis, Karl Gordon)
10. Testament In Motion – 3:53 (Shaznay Lewis, William Orbit)
11. Breathe and Let Go (Interlude) – 0:53 (Shaznay Lewis)
12. Glorious – 4:09 (Shaznay Lewis, Karl Gordon)
13. Footprints – 4:29 (Shaznay Lewis, Frederik Ball)